# Idrato di metano-II
L'idrato di metano-II è la forma cubica a facce centrate del clatrato di metano.

## Struttura
La struttura del clatrato sII è formata da celle costituite da 136 molecole d'acqua che costituiscono 16 vuoti dodecaedrici e otto tetracaidecaedrici che possono ospitare fino a 24 molecole di gas aventi diametro massimo di 6,9Å.
Oltre al metano e l'anidride carbonica possono essere incluse le molecole di etano, propano ed isobutano.

## Storia
I gas idrati naturali erano noti ai chimici già nel ‘900, anche se lo studio delle loro proprietà e dei fenomeni di formazione e dissociazione fu affrontato nella seconda metà del XX secolo, in seguito all'ostruzione delle condutture dei gasdotti siberiani. Fu così accertato che le aree siberiane possiedono le condizioni ambientali ideali per la formazione di un materiale solido simile al ghiaccio e contenente al suo interno le molecole di metano (clatrato). Tuttavia, solo dalla fine del secolo XX, grazie a programmi di ricerca internazionali, si è constatato che gli idrati di metano rappresentano una risorsa di energia passibile di sfruttamento, presente nella geosfera più superficiale (fino a 2 km) nei margini continentali all'interno delle sequenze sedimentarie e nel permafrost delle regioni polari.

## Abito cristallino
Gli idrati sono composti cristallini simili al ghiaccio, che si formano al contatto tra acqua e piccole molecole gassose, in condizioni di temperatura prossime a 0° e ad alte pressioni. La particolare struttura chimica di questi composti permette di
immagazzinare notevoli quantità di idrocarburi, in prevalenza metano. Si stima che, in condizioni di temperatura e pressione normali, un metro cubo di idrato produca circa 160 metri cubi di metano, e circa 0,87 metri cubi di acqua.

## Origine
La liberazione del metano da idrati è dovuta principalmente a due fattori:
1. Termogenico: il gas si origina in seguito all'alterazione termica della materia organica contenuta nelle rocce madri nel corso del loro progressivo sprofondamento nei bacini sedimentari.
2. Biogenico: il gas viene prodotto dalla decomposizione della materia organica per attività dei batteri metanogenici che operano grosso modo dall'interfaccia acqua-sedimento fino a qualche centinaio di metri di profondità.

## Giacimenti
Le condizioni necessarie alla formazione di depositi naturali si trovano sia in rocce sedimentarie continentali nelle regioni polari, con temperature medie di superficie inferiori a 0 °C, sia nei sedimenti oceanici a una profondità maggiore di 300 m, dove la temperatura dell'acqua è inferiore a 2 °C. Sebbene, in teoria, le condizioni termobariche consentano la formazione di idrati di metano sul 90% dei fondali oceanici del globo, i principali giacimenti sono stati individuati presso i margini delle piattaforme continentali, dove la formazione dei depositi è favorita dall'apporto di materiale organico e dal rapido seppellimento e l'estrazione è favorita da una più facile accessibilità.
Attualmente, le principali problematiche per lo sfruttamento di tali giacimenti sono l'instabilità dei versanti sottomarini, dovuta al passaggio di fase degli idrati (la sovrappressione determinerebbe una riduzione della resistenza meccanica dei sedimenti che ospitano il giacimento) e l'immissione in atmosfera di gas metano proveniente dalla dissociazione degli idrati, che potrebbe contribuire all'effetto serra.